# Аббас, Асылжан Бабакожаулы
Асылжан Бабакожаулы Аббас (каз. Асылжан Бабақожаұлы Аббас; род. 11 июня 1999, Арыс, Южно-Казахстанская область) — казахстанский футболист, полузащитник клуба «Арыс».

## Клубная карьера
Футбольную карьеру начинал в 2016 году в составе клуба «СДЮШОР № 7» во второй лиге. 23 апреля 2021 года в матче против клуба «Тобол» Костанай дебютировал в казахстанской Премьер-лиге (0:5), выйдя на замену на 76-й минуте вместо Павла Деобальда.

## Достижения
«Арыс»
- Серебряный призёр Второй лиги Казахстана: 2019
- Серебряный призёр Первой лиги Казахстана: 2020

## Клубная статистика
| Игровая карьера | Игровая карьера | Игровая карьера | Лига | Лига | Кубок | Кубок | Межд. | Межд. | Др. | Др. |
| --------------- | --------------- | --------------- | ---- | ---- | ----- | ----- | ----- | ----- | --- | --- |
| 2019            | Арыс            | В               | 30   | 3    | 3     | 0     | —     | —     | —   | —   |
| 2020            | Арыс            | Б               | 8    | 0    | —     | —     | —     | —     | —   | —   |
| 2021            | Туран           | А               | 10   | 0    | 1     | 0     | —     | —     | —   | —   |
| 2021            | Туран-М         | В               | 1    | 0    | —     | —     | —     | —     | —   | —   |
| 2022            | Туран           | А               | —    | —    | —     | —     | —     | —     | —   | —   |